# La Tartine de beurre

La Tartine de beurre, KV Anh. 284n C 27.09,, est une composition pour piano en do majeur attribuée à Wolfgang Amadeus Mozart. Œuvre probablement apocryphe publiée au XIXe siècle par les éditions Litolff à Brunswick, elle est parfois également attribuée à Leopold Mozart, père du compositeur. Elle se joue  sur un tempo de valse.
Première phrase :